# Captorhinida
Ordre
Sous-ordres de rang inférieur
- † Captorhinomorpha
- † Procolophonia
- † Pareiasauroidea
- † Millerosauroidea

Les Captorhinida forment un groupe doublement paraphylétique de reptiles primitifs. Robert L. Carroll les décrit en 1988 comme un ordre dans la sous-classe des Anapsida, composé des sous-ordres suivants :
- Captorhinomorpha, contenant les familles des Protorothyrididae, Captorhinidae, Bolosauridae, Acleistorhinidae et peut-être aussi les Batropetidae
- Procolophonia, contenant les familles des Nyctiphruretidae, Procolophonidae et Sclerosauridae
- Pareiasauroidea, contenant les familles des Rhipaeosauridae et Pareiasauridae
- Millerosauroidea, pour la famille des Millerettidae.

Bien qu'ils aient tous des caractéristiques primitives et ressemblent aux ancêtres de tous les reptiles modernes, certaines de ces familles sont plus étroitement liées (ou appartiennent) au clade des Parareptilia, tandis que d'autres sont sur la même lignée qui mène aux diapsides. Pour cette raison le groupe est utilisé uniquement de manière informelle par la plupart des paléontologues modernes.